# Kasia Kowalska

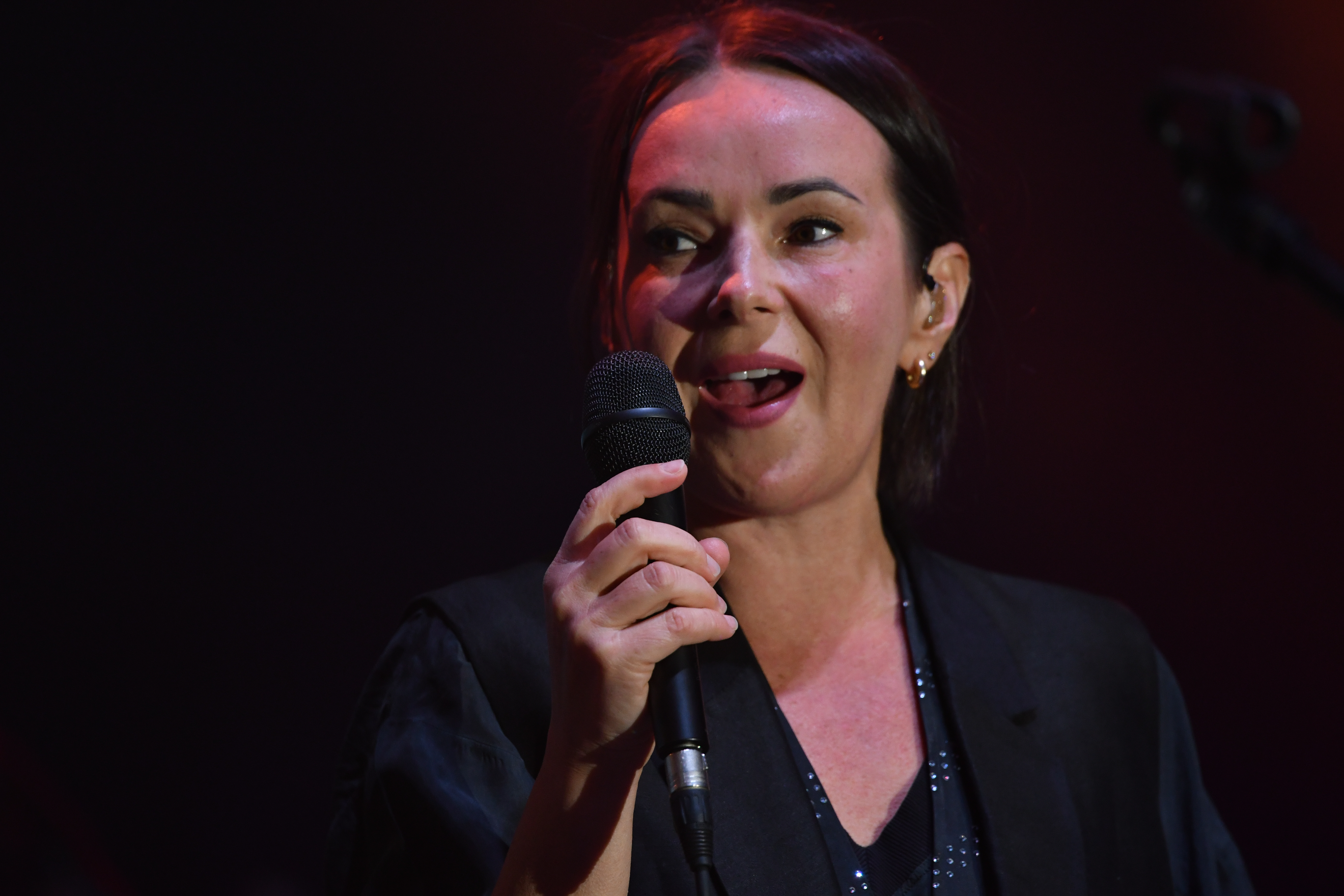
Kasia Kowalska, 2023

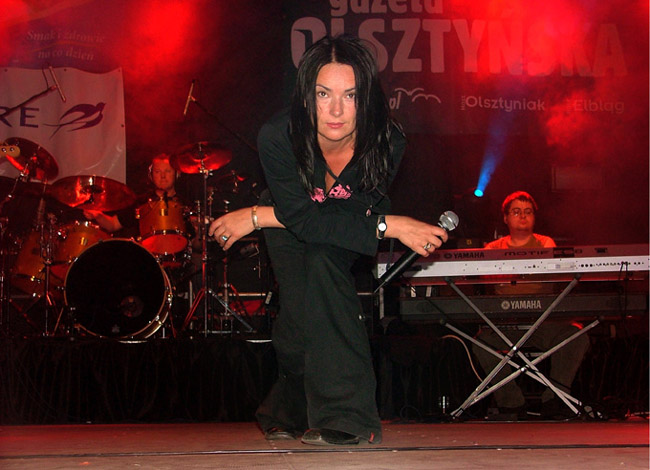
Kasia Kowalska

Kasia Kowalska, eigentlich Katarzyna Kowalska (* 13. Juni 1973 in Sulejówek, Polen) ist eine polnische Sängerin, Songwriterin, Komponistin, Musikproduzentin und Schauspielerin.

## Leben
Ihr Debüt hatte sie Anfang der 1990er Jahre. Unter anderem sang sie für Bands wie Human, Fatum, Hetman, Piersi und Talking Pictures ein. Ihr Debüt-Soloalbum Gemini brachte sie 1994 raus. Erste Konzerte als Solosängerin gab sie gleich nach der Veröffentlichung von Gemini bei einer gemeinsamen Tour zusammen mit Edyta Bartosiewicz. 1995 erhielt sie den Grand Prix und den Publikumspreis des Sopot-Songfestivals ’95 für den Song A to co mam. 1996 nahm Kowalska als dritte polnische Sängerin am Eurovision Song Contest in Oslo teil. Sie trat mit dem Lied Chcę znać swój grzech … auf und erreichte den 15. Platz. 1997 hatte sie ihr Schauspieldebüt in dem Film Die Nacht und der Tod (polnisch Nocne Graffiti), in dem sie die Hauptrolle spielte. Sie trug mit ihrem Song Straciłem swój rozsądek auch zum Titelsong bei.
Im November 2002 erhielt Kowalska die Goldene Schallplatte für 35.000 verkaufte Exemplare des Albums Antidotum, bereits ein halbes Jahr später erhielt sie Platin für 70.000 verkaufte Exemplare. 2003 nahm sie am Projekt „Moja i Twoja muzyka“ (Meine und deine Musik) des Radiosenders RMF FM teil. Bei diesem Projekt sangen bekannte polnische Künstler international bekannte Songs auf Polnisch neu ein. Kowalska machte eine Coverversion des Roxette-Songs Listen To Your Heart. Im Mai 2005 nahm sie an einem Eins-Live-Radiokonzert in der Zeche Zollverein in Essen teil, welches ein Teil der Tridem 2005 war, einer deutsch-französisch-polnischen Kulturrallye.
Sie hat eine Tochter (* 1997) mit Kostek Joriadis und einen Sohn (* 2008) mit dem Schlagzeuger Marcin Ułanowski.

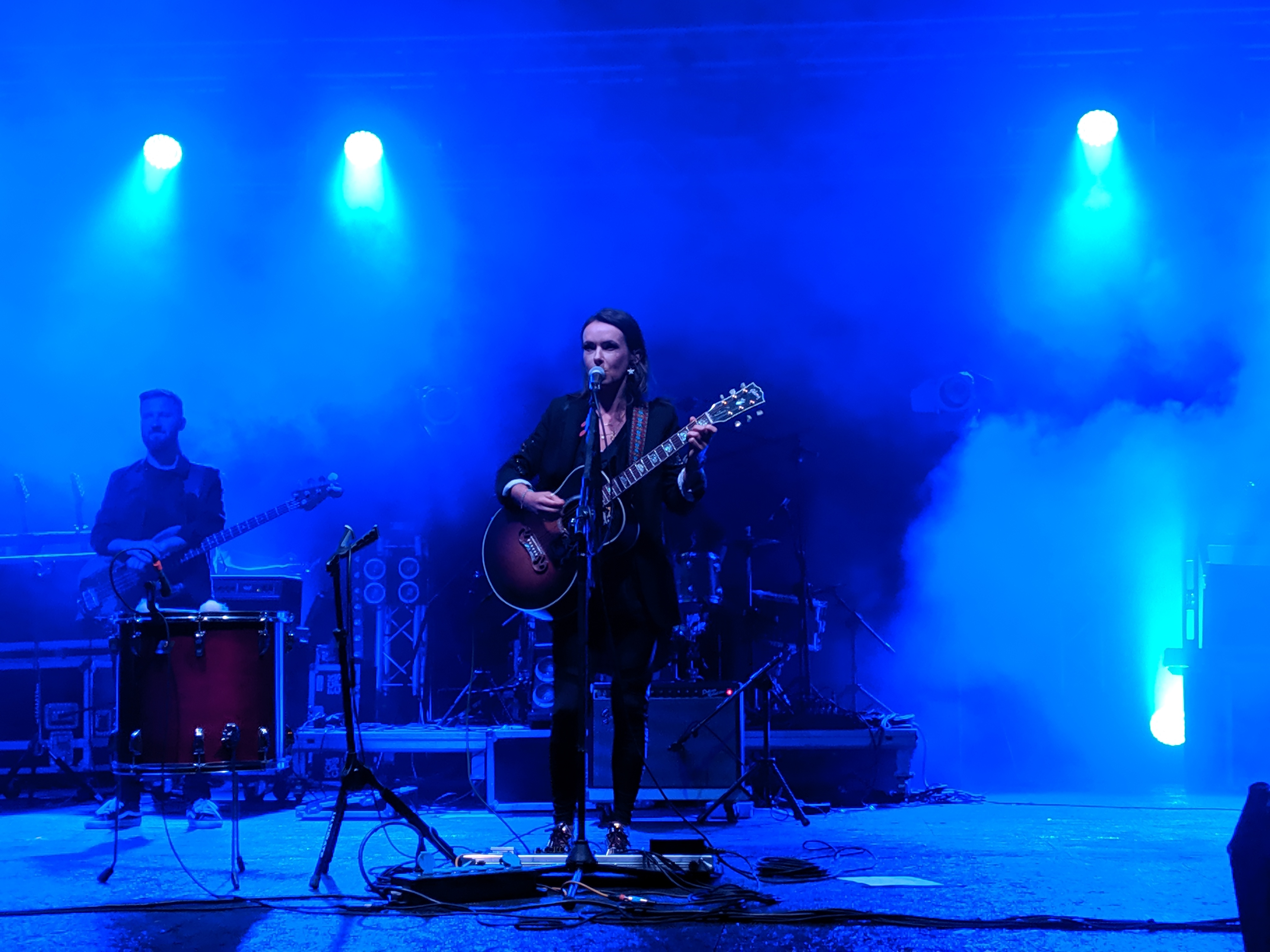
Kasia Kowalska (2019)

## Bandmitglieder
- Jerzy Runowski – Gitarre
- Radosław Owczarz – Schlagzeug
- Bartek Bartłomiej Kapłoński – Gitarre
- Paweł Grudniak – Bass

## Diskografie
Alben
- 1994: Gemini (PL: ×2Doppelplatin )[1]
- 1995: Koncert inaczej (PL: ×2Doppelplatin )
- 1996: Czekając na … (PL: Platin)
- 1998: Pełna obaw (PL: Gold)
- 1999: Pełnej Obaw (Re-Edition von Pełna obaw)

| Jahr | Titel                     | Höchstplatzierung, Gesamtwochen, AuszeichnungChartsChartplatzierungen (Jahr, Titel, Platzierungen, Wochen, Auszeichnungen, Anmerkungen) | Anmerkungen                              |
| Jahr | Titel                     | PL | Anmerkungen                              |
| ---- | ------------------------- | --- | ---------------------------------------- |
| 2000 | 5                         | PL3 Gold · (13 Wo.)PL | Erstveröffentlichung: 13. November 2000  |
| 2002 | Antidotum                 | PL1 Platin · (37 Wo.)PL | Erstveröffentlichung: 14. Oktober 2002   |
| 2004 | Samotna w wielkim mieście | PL1 Gold · (21 Wo.)PL | Erstveröffentlichung: 13. September 2004 |
| 2008 | Antepenultimate           | PL2 Gold · (19 Wo.)PL | Erstveröffentlichung: 10. November 2008  |
| 2010 | Ciechowski - Moja Krew    | PL17 (12 Wo.)PL | Erstveröffentlichung: Oktober 2010       |
| 2018 | Aya                       | PL2 Gold · (10 Wo.)PL | Erstveröffentlichung: 22. Juni 2018      |
| 2019 | MTV Unplugged             | PL11 (4 Wo.)PL | Erstveröffentlichung: 25. Oktober 2019   |

### Singles
| Jahr | Titel Album                                            | Höchstplatzierung, Gesamtwochen, AuszeichnungChartsChartplatzierungen (Jahr, Titel, Album, Platzierungen, Wochen, Auszeichnungen, Anmerkungen) | Anmerkungen                                                    |
| Jahr | Titel Album                                            | PL | Anmerkungen                                                    |
| ---- | ------------------------------------------------------ | --- | -------------------------------------------------------------- |
| 2025 | Kiedy umrę kochanie (H. Poświatowska) Dwoje ludzieńków | PL24 (… Wo.)PL | Erstveröffentlichung: 27. März 2025 Sanah feat. Kasia Kowalska |

## Filmografie
- 1997: Die Nacht und der Tod (Nocne Graffiti)

## Auszeichnungen
- 2001: „Superjedynka“ in der Kategorie Rock-Platte
- 2002: Internet-Musikpreis 30TON Stars 2001
- 2002: Polnische Sängerin des Jahres
- 2002: Bester polnischer Videoclip 2001 für das Video zu Starczy słów
- 2002: Beste polnische Künstler-Website für www.kasiakowalska.com.pl